# Kontorhaus am Jödebrunnen

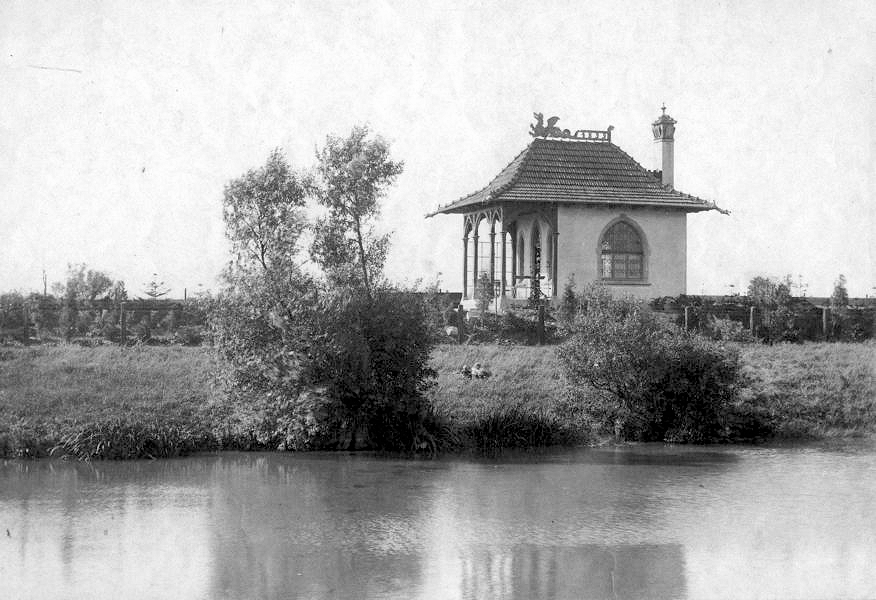
Ansicht des Kontorhauses von 1899 mit davor gelegenem Jödebrunnen.

Das Kontorhaus am Jödebrunnen ist ein kleines Gebäude, das sich 1899 der dort ansässige Inhaber einer Holzhandlung als Kontorhaus unmittelbar an dem historischen Jödebrunnen in Braunschweig errichten ließ. Gebäude und Brunnen sind seit 2013 nach vielen Jahrzehnten aus einem Schattendasein in die Infrastruktur des Ringgleises am Braunschweiger Westbahnhof integriert worden. Seit dem 1. Juli 2022 wird es vom Verein Kontorhaus am Jödebrunnen e. V. für kulturelle und andere Zwecke genutzt.

## Geschichte
Das Kontorhaus ist ein kleines Häuschen mit Veranda aus dem Jahr 1899. Es wurde nach den Plänen des Architekten und Maurermeisters F. Schönemann gebaut und wurde durch Fr. Brachvogel, dem früheren Eigentümer des an den Jödebrunnen angrenzenden Industriegrundstücks, in Auftrag gegeben. Die Firma Brachvogel existierte seit 1866 und hatte zunächst ihren Standort in der Beckenwerkerstraße. Nach Anlage der Ringbahn zog sie 1886 zum Westbahnhof um. Der Bahnanschluss war für Brachvogel von großer Bedeutung, weil die Firma mit dem „Import nordischer, galizischer, russischer und amerikanischer Hölzer“ befasst war und dafür ein Lager in Wismar unterhielt. Die Firma existierte bis etwa 1933 und wurde anschließend als Holzhandlung weiter geführt.
Das Kontorhaus war ursprünglich im asiatischen Stil gestaltet gewesen, auf dem Dachfirst waren ein Drachen angebracht sowie die Jahreszahl 1899. Die Dachentwässerung war mit drachenartigen Wasserspeiern versehen. Die Holzteile an der Veranda und den Dachsparren sind kunstvoll gestaltet, die teilweise farbig verglasten Fenster sind spitzbogig ausgeführt. Die Innenausstattung bestand aus einem einzigen als wohnliches Büro eingerichteten Raum mit Kamin. Der Kaminspruch lautet: „Kämpfe, strebe, aber lebe. Schaffe, ringe, aber singe“. Gemäß der Überlieferung der Nachfahren des ersten Besitzers hat dieser das Gebäude regelmäßig zum Arbeiten genutzt.

## Restaurierung

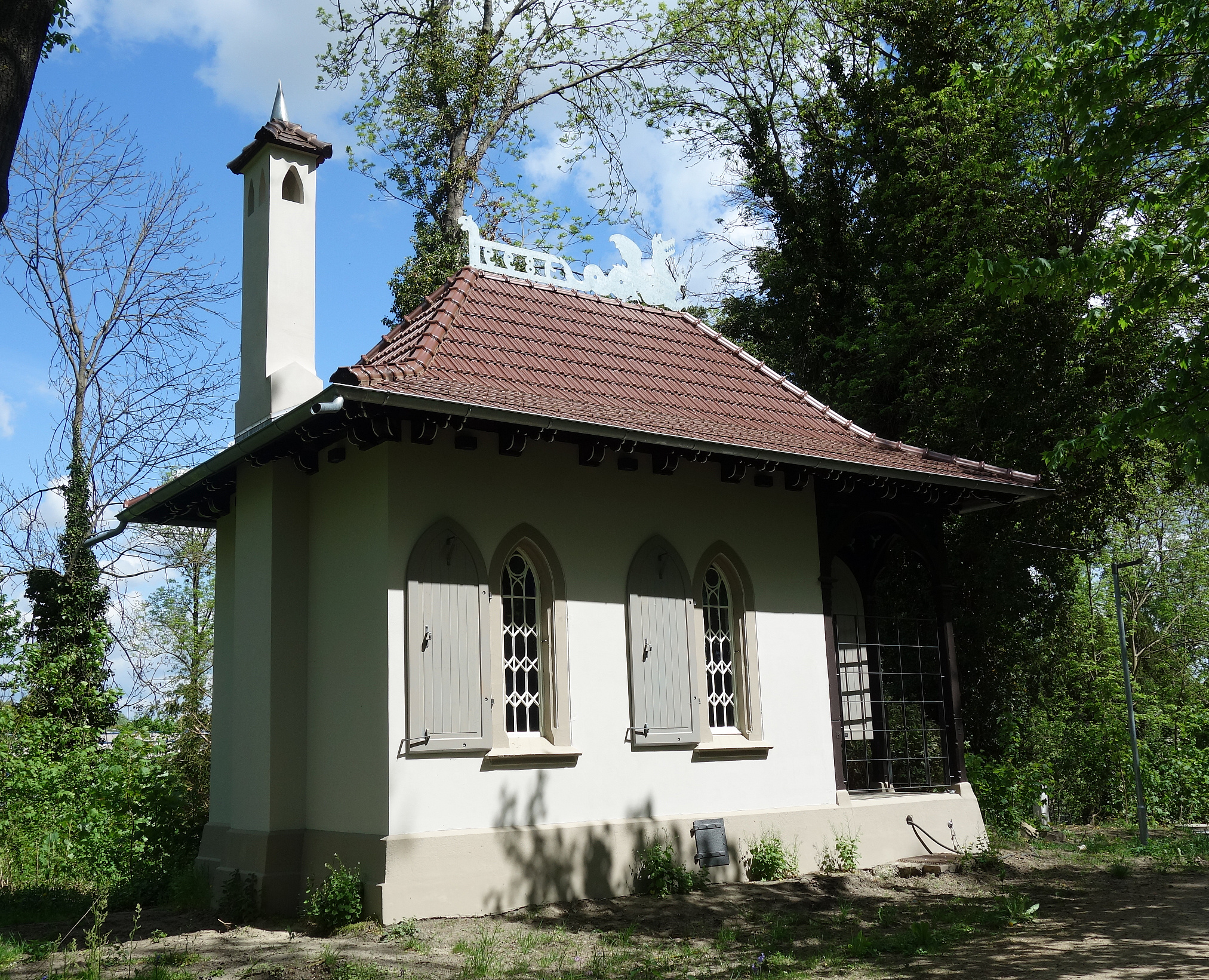
Zustand des Gebäudes 2022

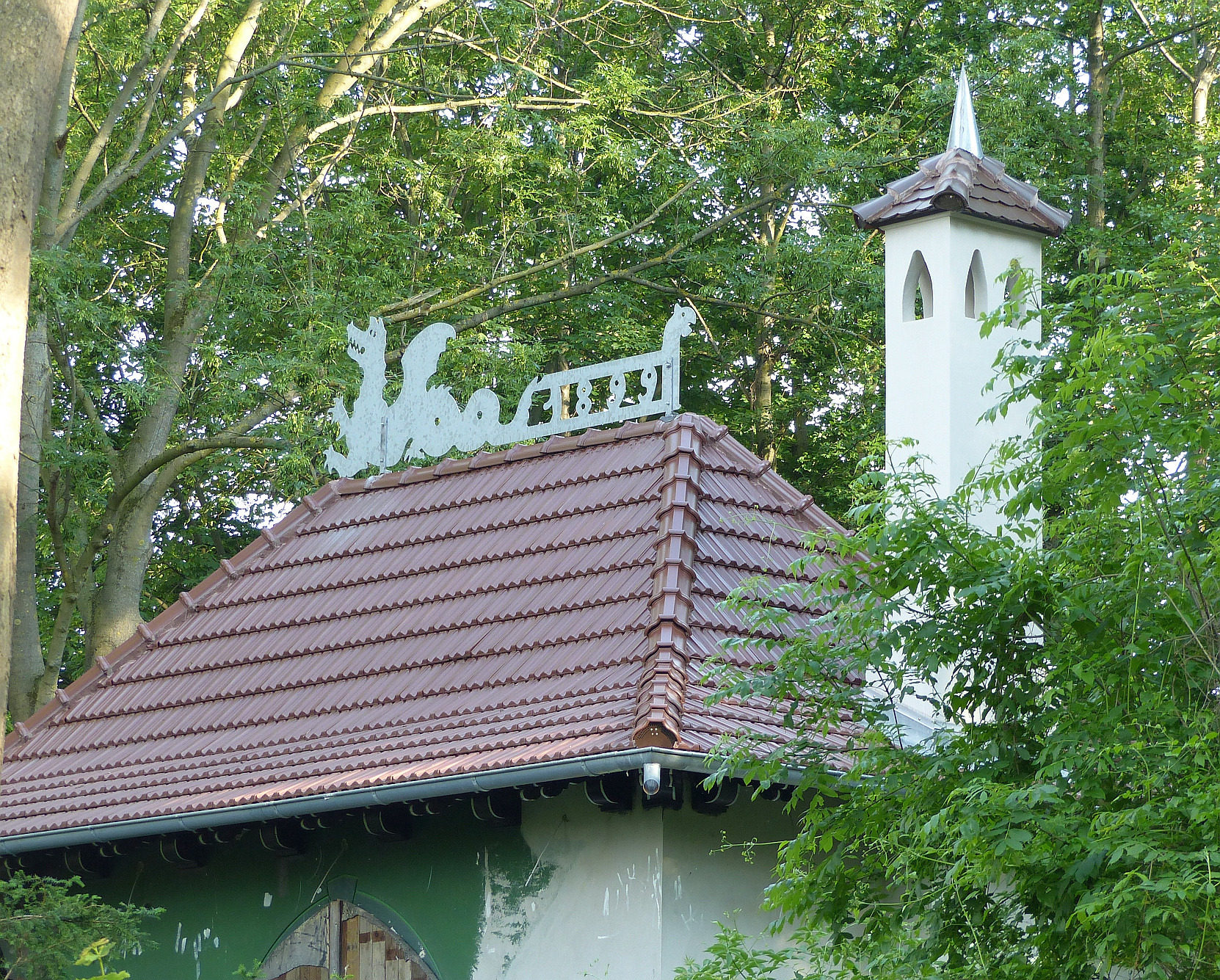
Drachen-Dachfigur auf dem renovierten Dach 2021

Vor der Sanierung 2020 war von dem Dachschmuck nichts mehr vorhanden und die Veranda war zum Schutz gegen Vandalismus abgedeckt. Das Gebäude ist bis 2011 vermietet gewesen und war in einem entsprechend nutzbaren Zustand. Die Stadt Braunschweig hat das Grundstück Ende 2011 erworben und ein mit der Sanierung historischer Gebäude erfahrenes Architekturbüro mit der Begutachtung des Bestandes und der Schätzung möglicher Sanierungskosten beauftragt. Das Gutachten wurde im Rahmen eines öffentlich angekündigten Ideen-Workshops am 4. Mai 2013 vor Ort vorgestellt. Die bei diesem Workshop zusammengetragenen Ideen der etwa 30 teilnehmenden Personen wurden vom Referat für Denkmalpflege und dem Referat für Stadterneuerung ausgewertet. Das Kontorhaus liegt im Sanierungsgebiet Westliches Ringgebiet, in dem die Städtebauförderung und der Europäische Fonds für regionale Entwicklung Maßnahmen zur Entwicklung und Aufwertung des Wohnumfelds finanziell unterstützen, wozu auch die Anbindung des Geländes an die übrigen Grünbereiche des Quartiers und das Ringgleis gehört.
Aus dem Umfeld des Workshops hat sich ein Arbeitskreis nachdrücklich mit der zukünftigen Nutzung des Gebäudes beschäftigt, dessen Mitglieder im Oktober 2015 den Verein „Kontorhaus am Jödebrunnen“ gründeten. Dieser Verein hat sich zum Ziel gesetzt, die Trägerschaft für das Haus zu übernehmen.
Einer Beschlussvorlage der Stadtverwaltung Braunschweigs zur Renovierung des Gebäudes sowie der versorgungstechnischen Erschließung stimmte nach positiven Beratungen im Sanierungsbeirat und dem Stadtbezirksrat auch der Planungs- und Umweltausschuss am 30. Mai 2018 zu. Die voraussichtlichen Kosten wurden mit 258.000 Euro angegeben. Im Juli 2020 begannen die Arbeiten zur Sanierung des Gebäudes, im Oktober 2020 wurde eine vom Verein finanzierte neue Dachfigur aus Stahl auf dem First des Gebäudes installiert. Die Renovierungsarbeiten waren Anfang 2022 abgeschlossen. Die Gesamtkosten beliefen sich auf 360.000 Euro.

## Aktuelle Nutzung
Am 1. Juli 2022 erfolgte die Schlüsselübergabe durch die Stadt Braunschweig, vertreten durch den Stadtbaurat Leuer und Hochbaudezernenten Herlitschke, an den Verein Kontorhaus am Jödebrunnen e. V. Der Verein beabsichtigt die Nutzung als Lernort für Industriegeschichte und die Geschichte der Wasserversorgung, als Treffpunkt für Exkursionen zu diesen Themen, als Veranstaltungsort für Lesungen, kleine Konzerte, Ausstellungen und für Präsentationen.